# Eudonia laetella
Eudonia laetella là một loài bướm đêm trong họ Crambidae.